# Ширяева, Людмила Александровна
Людмила Александровна Ширяева (фр. Ludmilla Chiriaeff, урождённая Оцуп; 10 января 1924, Рига — 22 сентября 1996, Монреаль) — канадский балетмейстер и педагог. 

## Биография
Дочь горного инженера и поэта Александра Авдеевича Оцупа (псевдоним Сергей Горный, 1882—1948), племянница поэтов Николая Оцупа и Георгия Раевского, по материнской линии внучка геолога Николая Погребова; жена художника Алексея Ширяева.
Через несколько месяцев после рождения дочери родители Людмилы Оцуп переехали в Берлин, где и прошли её детство и юность. Здесь она начала заниматься балетом под руководством Александры Николаевой, которая «привила её телу ощущение того, что такое классический танец». Затем училась у её дочери и зятя — Ксении Крюгер и Эдуарда Борованского, а также у Евгении Эдуардовой. Во время берлинских гастролей Русского балета де Базиля участвовала в нескольких спектаклях в постановке Михаила Фокина, ученицей которого в дальнейшем себя считала.
К концу 1930-х гг. положение семьи Оцупов в Берлине сильно осложнилось из-за еврейского происхождения отца, однако в 1939 году Людмила Оцуп всё же была принята в балетную труппу театра Ноллендорф. В 1944 году с помощью Альберта Геринга семье Оцупов удалось покинуть Берлин и выехать в Гослар. Оттуда в 1946 году Людмила Оцуп отправилась в Швейцарию, где танцевала в Лозанне и Женеве, там же вышла замуж за художника Алексея Ширяева (фр. Alexis Chiriaeff; 1913—1999), взяв его фамилию.
В 1952 году семья Ширяевых перебралась в Канаду, где Людмила Ширяева немедленно открыла балетную школу и начала сотрудничать с Канадской телерадиовещательной корпорацией, которая как раз приступила к регулярному телевещанию; в программной сетке корпорации Ширяева получила ежемесячную получасовую программу для балетных постановок. В 1955 году была основана постоянно действующая труппа «Балет Ширяевой» (фр. Les Ballets Chiriaeff), преобразованная в 1957 году в Большой канадский балет (фр. Les Grands Ballets Canadiens). Годом позже Ширяева основала при этой труппе балетную академию, преобразованную в 1966 году в Квебекскую высшую школу танца. В 1974 году, передав художественное руководство Большим канадским балетом Брайану Макдональду, Ширяева полностью сосредоточилась на педагогической работе.

## Признание и награды
- офицер (1969) и компаньон (1984) Ордена Канады
- великий офицер Национального ордена Квебека (1985)
- лауреат Премии генерал-губернатора (1993).

## Фильмография
Документальные фильмы
- 1975 — Profile (CBC)
- 1976—1977 — Propos et confidences (Radio-Canada)
- 1988 — Achievers (CFCF)
- 1991 — La Vie n’arrête jamais (Radio-Québec)